# Gallaba ochropepla
Gallaba ochropepla là một loài bướm đêm thuộc họ Notodontidae. Nó được tìm thấy ở Úc, bao gồm Tasmania, New South Wales và Victoria.
Sải cánh dài khoảng 40 mm.